# Música cristiana

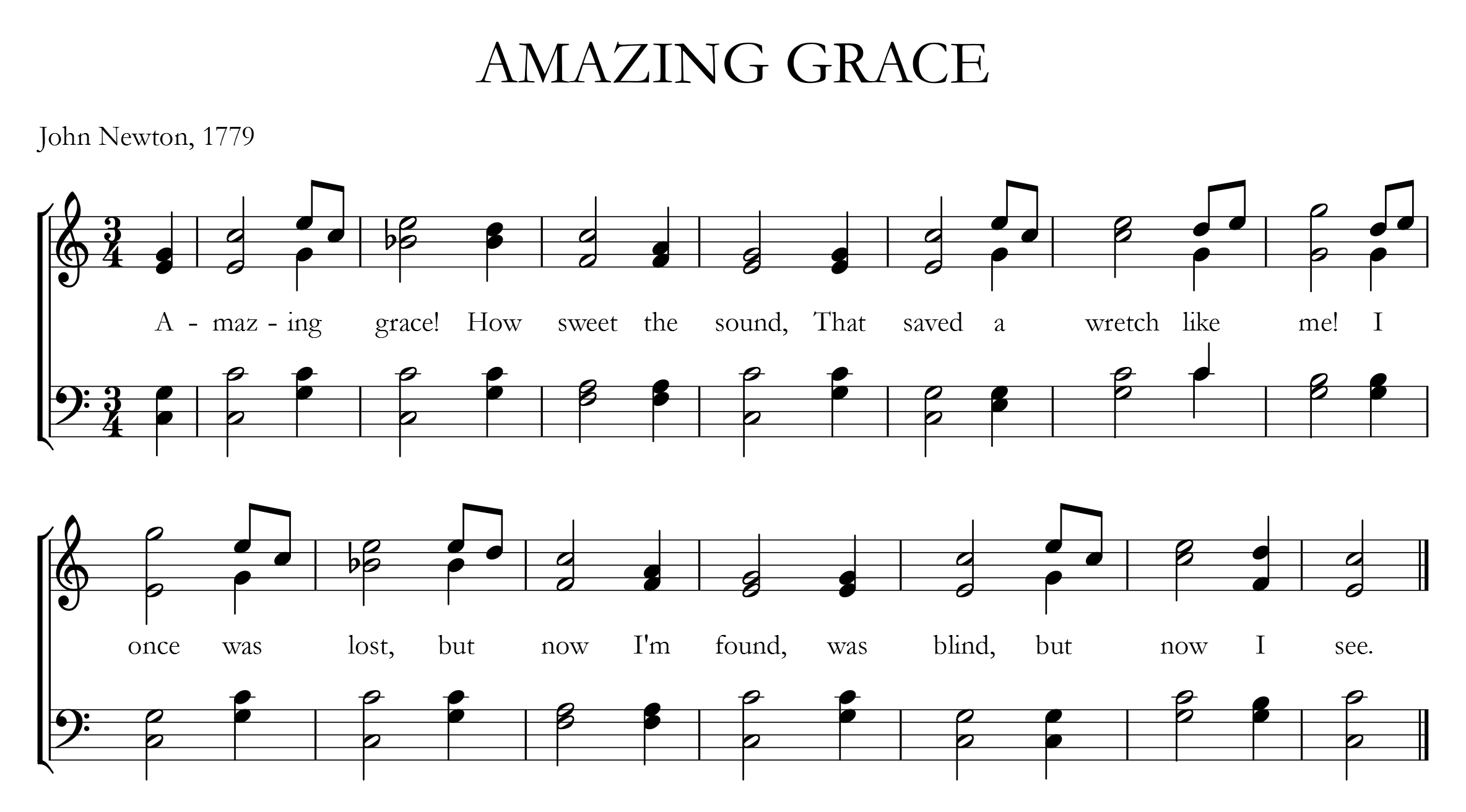
"Amazing Grace", un dels himnes cristians més emblemàtics del món anglòfon

La música cristiana és la música religiosa realitzada com a expressió del cristianisme. El terme abasta una gran diversitat d'estils musicals que contenen missatges bíblics o lletres d'adoració que tenen com a motivació principal la fe cristiana.
S'ha compost arran dels darrers dos mil anys aproximadament per manifestar tant de manera personal com col·lectiva les creences religioses i la fe en Déu.
La definició de música cristiana, així com el seu paper fonamental, la seva composició i la seva importància, arriba a tenir diverses perspectives que de vegades varien segons la denominació en qüestió. Alguns la consideren una forma útil tant per evangelitzar, ensenyar i discipular el creient, com per tractar aspectes de l'estil de vida cristià.

## Història de la música cristiana

### Temps bíblics

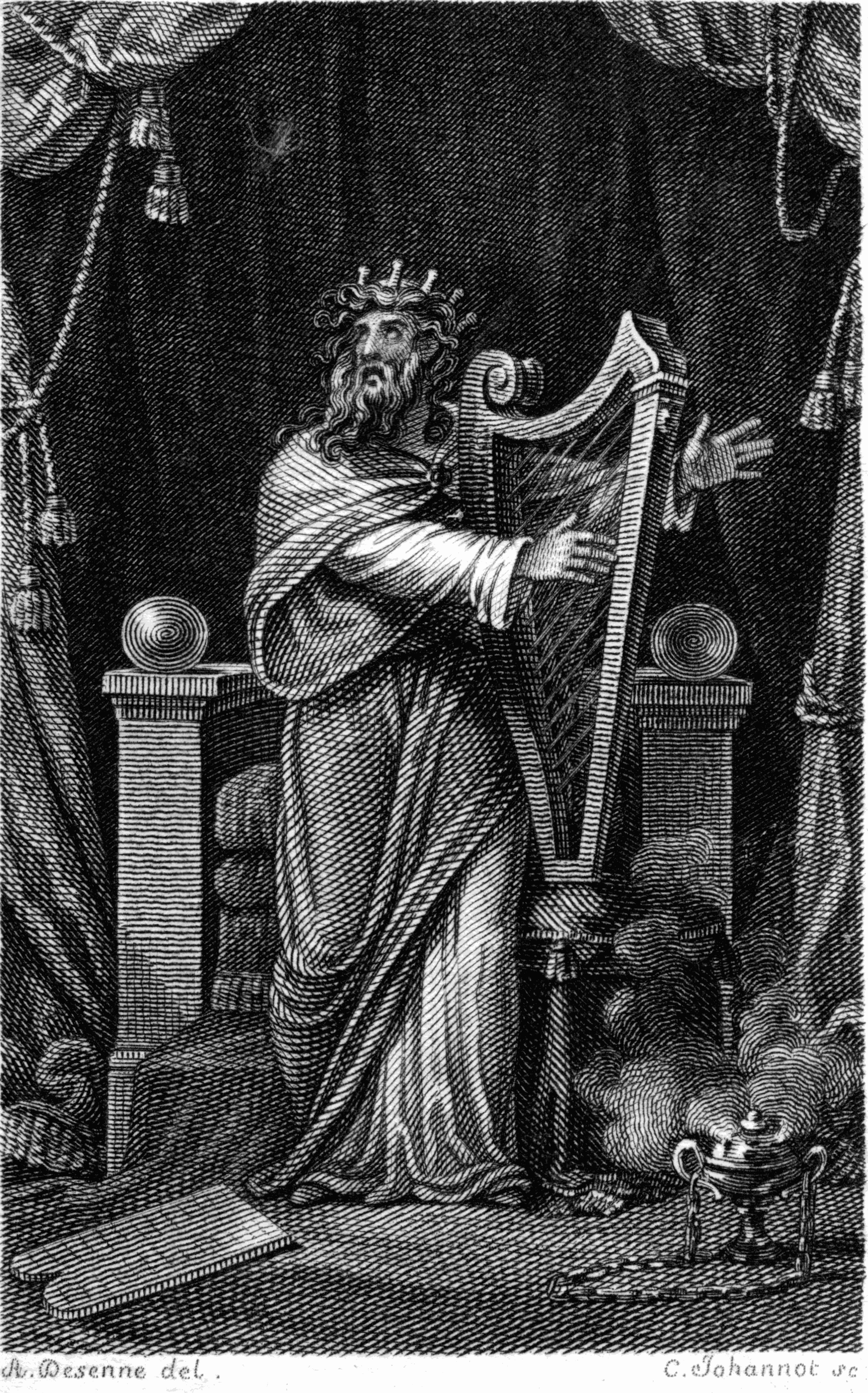
Representació de David tocat l'arpa (1817).

A la Bíblia, el paper de la música per al poble cristià compleix la funció de lloança, adoració i glorificació de Déu. Un exemple es troba al capítol 150 del Llibre dels Salms, on es fa una exhortació a lloar Déu amb instruments musicals de vent, de corda i de percussió.
Al Nou Testament, l'ús que els Apòstols i els seguidors de Crist fan de la música cristiana demostra el seu caràcter com a forma de culte, enaltiment i agraïment a Déu.
A través del grandíssim període històric que abasten les narracions bíbliques, es troben moltes referències a l'activitat musical en la vida dels pobles antics. La música tenia un lloc important en gran part de la vida del poble d'Israel. Alguns càntics antics com el de Maria i Moisès es relacionen amb esdeveniments específics tals com l'alliberament dels creients perseguits pels enemics, o festes com la Pasqua. Als serveis religiosos, els músics provenien de la Tribu de Leví, tal com s'indica a 1 Cròniques 15:16 i Nehemies 11:22. En destaca el paper del Rei David com a músic, qui tocava la seva arpa per calmar el turmentat esperit del Rei Saül, i més endavant obtingué el dret de designar els músics del temple. David també és l'autor principal dels Salms.

Dansa de Míriam (Èxode 15:19).

D'altres referències mencionen esdeveniments on es tocava la música vigorosament, acompanyada de cors del poble i balls on participaven homes i dones, grans i petits, joves i ancians. La música acompanyada de danses era present en celebracions grans i petites que marcaven esdeveniments importants en la vida del poble, tot i que també de la vida quotidiana, expressant una gran varietat d'estats d'ànim, sentiments i diverses emocions que tenien com a característica la glorificació de Déu. Els cants se solien realitzar sobretot en temps de pau i d'alegria, mentre que diversos passatges bíblics demostren que durant temps de penediment la música es deixava de banda un moment amb l'objectiu d'enfocar-se en la pregària, el dejuni i la comunió amb Déu, tal com ho mostra l'exhortació profètica a Amós 5:23-24.
Al Nou Testament hi destaca la narració sobre Pau i Silas registrat a Fets, on es narra que malgrat estar presoners i haver patit afliccions, tribulacions i persecucions que enfrontaren per llur fe en Jesucrist, tots dos Apòstols cantaren himnes dedicats a Déu durant la mitjanit.
A més a més, a Mateu 26:30 i a Marc 14:26, el testimoni bíblic registra que Jesús i els seus deixebles entonaren un himne d'acció de gràcies durant el Sant Sopar, abans que partissin cap al Mont de les Oliveres. El text bíblic no menciona el nom de l'himne, però.

### Cristianisme primitiu
Al passat, els levites havien estat nomenats cantors i tocadors del temple; tanmateix, llurs obres musicals es perderen amb el pas de les generacions. L'any 70, el Segon Temple fou destruït per les tropes de l'emperador Tit, i durant els anys següents, els levites, juntament amb la majoria dels jueus, fugiren de Palestina. Alguns pensen que com resulta la música de sinagoga perdé el caràcter alegre i les grans forces instrumentals que tenien al Temple jueu inicialment.
Diversos musicòlegs com Ulrich concorden que gran part de la música cristiana a començaments de mil·lenni fou influïda per la música hebrea i contenia diverses prestacions i tradicions musicals del poble jueu. Segons Werner (1984), les connexions entre els cants hebreus i els cants cristians havien estat científicament investigades i comprovades.
En general, se sap poc sobre la música del cristianisme primitiu a causa que gran part d'aquesta música no s'escrivia, sinó que es transmetia sobretot de forma oral de generació en generació. De la mateixa manera, es desconeixen com foren les melodies o ritmes de la música de les comunitats cristianes dels primers segles, tot i que es pensa que les peces consistien en melodies senzilles que acompanyaven oracions i pregàries vocàliques espirituals.
Alguns historiadors pensen que pogué haver-hi influència de la música grega oriental a causa que hi ha registres musicals que foren escrits en grec; no obstant això, aquesta última visió no és compartida per molts, car el fet que els himnes hagin estat escrits en grec no necessàriament implica la influència de la música grega, a més que també se'n sap poc sobre l'estil i melodia de la música grega i la seva història.
El Papir d'Oxirinc és un dels primers exemples de música cristiana a començaments del mil·lenni, dels quals es té registre arqueològic. En aquest papir s'hi trobà el manuscrit d'un himne cristià (P. Oxy. XV) que contenia tant la lletra com la notació musical. El text, en grec, escrit de forma poètica, exhorta a guardar silenci perquè es pugui lloar la Trinitat. La música continguda és completament diatònica, la notació és hipolídia, i la mètrica, essencialment anapèstica. Els estudis de paleografia musical sobre l'estructura musical del papir denotaren que la melodia resulta d'un grup de fórmules característiques de la composició melòdica semítica que no existia a l'antiga música grega. Quan el cristianisme s'estengué pels països de la Mediterrània, aquest principi de composició musical fou incorporat a l'estil de la música europea dels segles posteriors.

### Edat mitjana

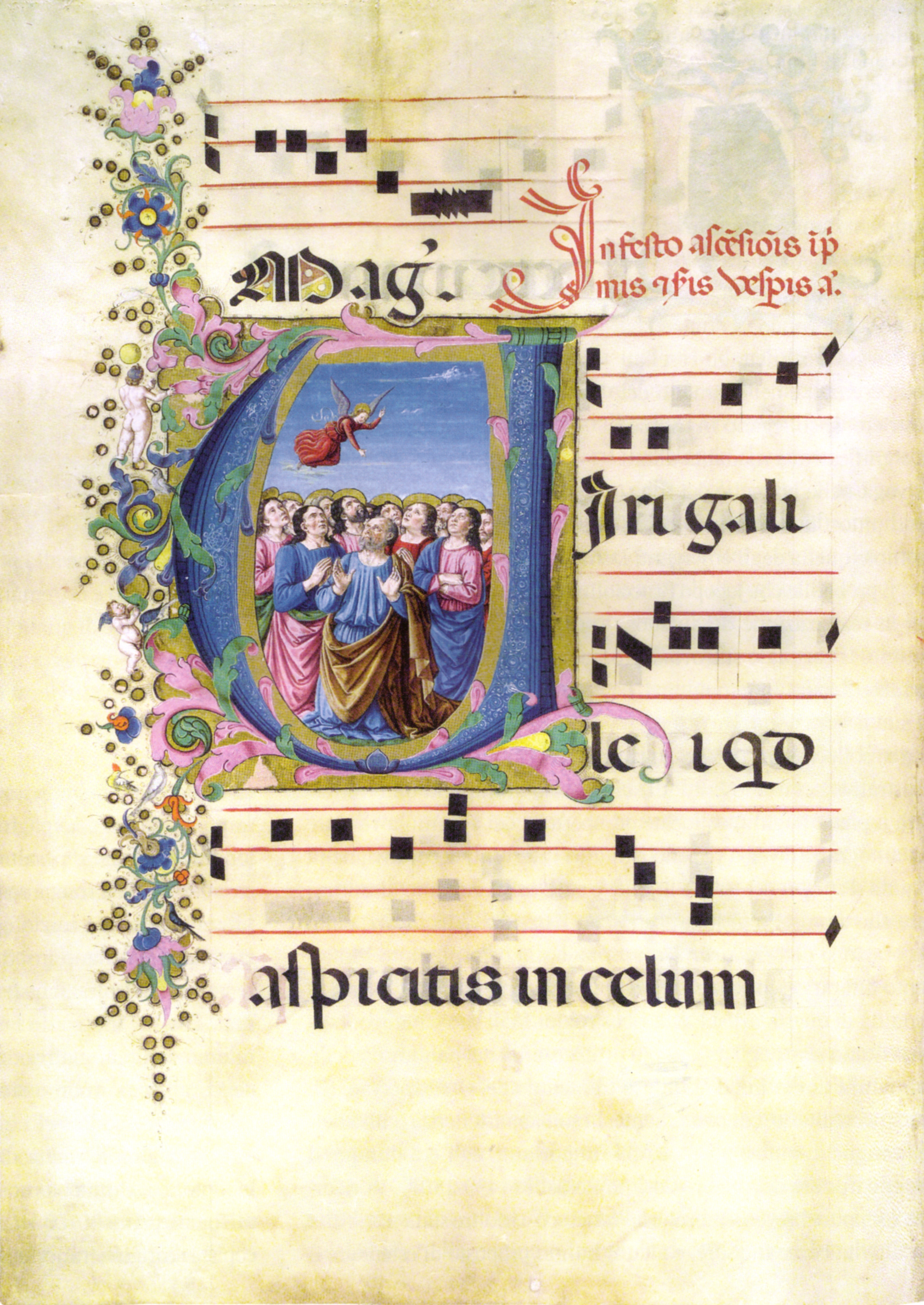
Les antífones polifòniques foren àmpliament emprades durant l'edat mitjana i el Renaixement.

Els usos que es donaren a la música als serveis religiosos de les comunitats cristianes es foren ampliant durant l'edat mitjana, quan prengueren un caràcter més transcendental en la vida dels pobles. Amb la divisió de l'Imperi Romà l'any 395, el cant cristià a Europa Oriental passà a caracteritzar-se per la seva producció en grec, en el cant romà d'Orient; mentre que a Europa Occidental es produí més en llatí, bo i assemblant-se més al cant gregorià.
Durant les seves primeres manifestacions a Europa, la majoria de la música involucrava el cant, sia de tota la congregació (muntatge) o per un subgrup de cant, com un cor o un grup musical de culte. També es feu producció de música cristiana a l'Imperi Romà d'Orient. Aquesta música es manifestava usualment en grans edificis o llocs tancats com monestirs, catedrals o temples.
Les esglésies ortodoxes orientals preferien que els cants es realitzessin en temples o llocs de culte on l'ambient fos solemne i no s'interrompés la sonoritat de la veu humana. Els serveis religiosos de l'Església Ortodoxa utilitzaven frases que provenien de tradicions judaiques i eren escassament acompanyades d'instruments musicals, sobretot als temples de l'Imperi Romà d'Orient i Macedònia. Alguns instruments emprats eren el llaüt i les campanes. A l'església ortodoxa d'Etiòpia s'hi utilitzaven instruments autòctons com timbals i elements de percussió.
Entre els segles V i VI, la teoria musical grega fou donada a conèixer per Boeci, i es començà a utilitzar a occident amb una notació alfabètica llatina. Més endavant, la lectura musical s'organitzà d'acord amb el seu estil en cant sil·làbic (salmòdia), on cada signe representava un so, o en cant melismàtic (himnari), on cada síl·laba del text representava diversos sons de diferent altura.
El cant pla fou emprat durant l'edat mitjana com una expressió més occidental de l'art religiós. A grans monestirs de caràcter contemplatiu com els benedictins s'hi desenvoluparen tot de cançons úniques que formaven part de la lloança i del patrimoni musical de l'època. En aquest context, destaquen històricament les aportacions musicals de Guido d'Arezzo i la seva relació amb la Cristiandat.

### Renaixement
A causa que el Renaixement no sorgí alhora a tot Europa, l'avanç musical i artístic es manifestà de diverses maneres a diferents llocs, no sempre innovant la tradició medieval musical cristiana. A més a més, es considera que en molts àmbits de la música cristiana s'hi reintroduïren instruments musicals que havien estat populars durant l'edat mitjana, com ara instruments de corda i instruments de percussió per acompanyar diversos cors. Llavors s'empraven texts litúrgics i antífones musicals que es continuaren emprant abundantment en els segles posteriors.
Amb els viatges de Marco Polo i el descobriment d'Amèrica, es diversificà la música de culte religiós. El villancet destacà com una de les expressions musicals (sobretot catòlica), sorgint a la península Ibèrica com música popular que fou prenent caràcter secular dins d'alguns pobles, i arribà a estendre's per tot Amèrica.

### Música barroca

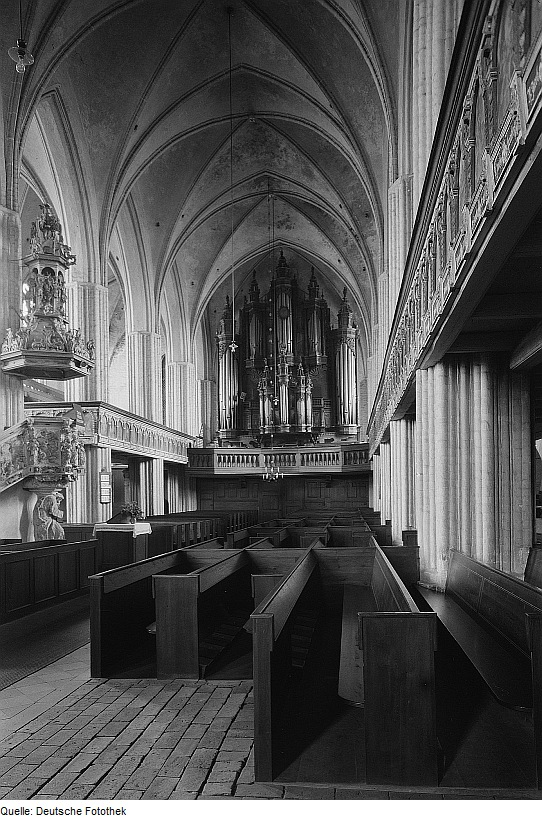
Orgue barroc al fons, a Tangermünde, Alemanya.

Durant el període barroc, la música cristiana es feu molt més complexa quant a instruments; el clavicèmbal, l'orgue i el piano s'integraren tant a l'espaio arquitectònic com als cors i a les orquestres europees de música cristiana. A Amèrica i a Orient, la música fou una forma present en l'evangelització dels pobles natius, sobretot a les colònies castellanes. La música dels cristians d'Orient Mitjà era més autòctona en comparació a la música de les colònies americanes i a la de les Illes Filipines a causa del procés de colonització que patien els pobles indígenes.
Al barroc europeu es tenen diverses manifestacions estètiques dins dels gèneres musicals, foren els italians i els centreeuropeus qui crearen composicions de la música cristiana de tal reconeixement que formen part dels clàssics. En el cas de les ciutats itàliques, del Regne d'Espanya i del Regne de Portugal, es té un corrent manierista. Durant el període barroc a Europa, s'empren àmpliament el preludi coral (per a orgue), que es compon mitjançant l'ús d'una melodia popular himne temàticament, i un ample corpus d'una altra música per a orgue solista començà a desenvolupar-se a tot Europa. Alguns dels exponents més coneguts d'aquesta mena de composicions; Antonio Vivaldi, compositor del Glòria, Johan Sebastian Bach un màxim exponent de l'orgue barroc, Dieterich Buxtehude, George Frideric Handel, un dels més influents de la música barroca essent la simfonia d'Al·leluia una de les més conegudes, François Couperin, César Franck i Charles-Marie Widor per nomenar-ne uns pocs. Diversos compositors han escrit notes de la música instrumental cristiana, dins de la música europea com els actes d'adoració, incloent-hi el repertori d'orgue conegut per compositors com Olivier Messiaen, Louis Vierne, Maurice Duruflé i Jean Langlais.
La riquesa generada als regnes ibèrics d'Espanya i de Portugal gràcies a llurs colònies a altres continents pogué finançar molts compositors per a la música de les grans catedrals, fou en aquest període en què la música del cristianisme europeu desenvolupà tot d'innombrables simfonies.

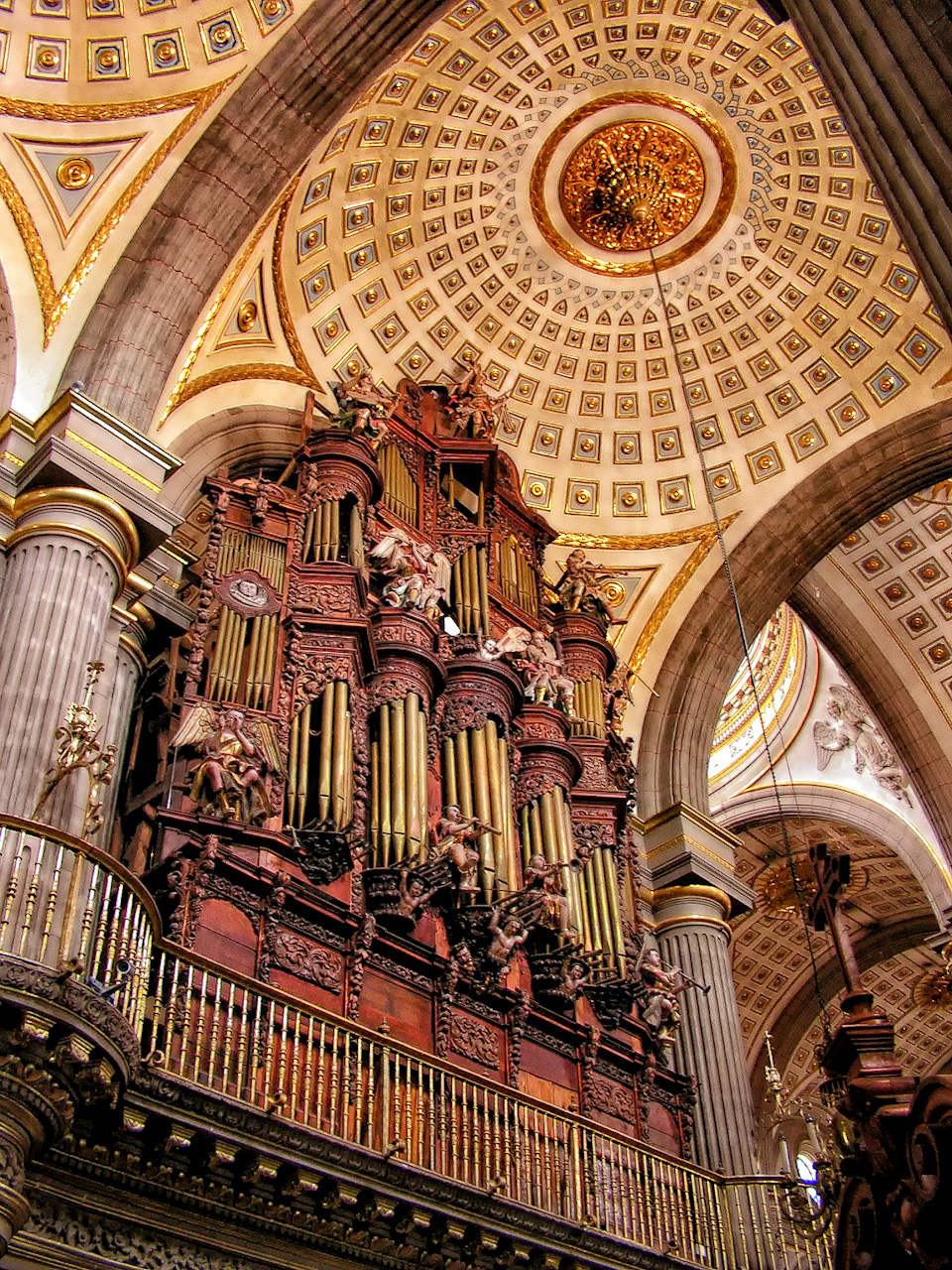
Orgue barroc de la catedral de Puebla, Mèxic.

Les sonates per a orquestra i altres formes de música instrumental religiosa també es foren formant com una expressió única que es manifestà a les colònies americanes, arribant a destacar-ne la música de l'orgue barroc dins dels temples del Virregnat de Nova Espanya, del Virregnat al Perú i la música barroca del Brasil. A la música barroca de les colònies americanes també hi hagué exponents importants, difereix radicalment de la música europea, atès que la composició de villancets i de sonates es feren en idiomes vernacles com el nàhuatl. A l'Arxiu Musical de la Catedral d'Oaxaca s'hi trobà la col·lecció íntegra del Cançoner Musical de Gaspar Fernandes amb més de 300 càntics religiosos populars, en la seva majoria escrits en llatí, castellà i alguns també en portuguès i nàhuatl.
El text de la Missa Oaxaquenya sorgí com una adaptació presa dels texts del cantoral religiós oaxaqueny del període medieval, del text litúrgic en castellà de la missa catòlica. L'obra adopta estrictament l'estructura d'una missa. A la litúrgia catòlica, la missa solemne o cantada constitueix un gènere musical tradicional, que consta de tres parts obligatòries, el Kyrie, el Sanctus i l'Agnus Dei, i inclou també el Glòria i el Credo. Gaspar Fernandes, Juan Gutiérrez de Padilla, Manuel de Sumaya i Juan Matías de los Reyes són d'altres exponents del que es coneix com a missa oaxaquenya o música novohispana.
En la música cristiana del barroc brasiler no hi ha canvis notables en comparació amb la dels virregnats espanyols, Manoel Dias d'Oliveira i Inácio Parreiras Neves foren entre els músics que més destacaren de les colònies portugueses, a Minas Generais fou on l'art barroc tingué la seva màxima expressió sobre la música per al culte.
La música de les esglésies cristianes a colònies britàniques i franceses es diferenciaven significativament de les de les colònies espanyoles i portugueses; i molts holandesos i altres immigrants cercaren la manera de fer llur pròpia música per al culte. D'altra banda, quan les 13 colònies es consolidaren com els Estats Units, els cors eclesials prengueren gran importància en la música cristiana del segle xix i del segle xx de la nació.

### Música instrumental
A través de la història, sobretot durant el protestantisme, la música cristiana a diversos cercles es caracteritzà per ser simplement instrumental. Durant el període barroc a Europa, el preludi coral per a l'orgue fou àmpliament utilitzat, el que es reflectí en peces himnes populars i composicions de música clàssica. Alguns dels exponents més destacats d'aquesta mena de música inclouen Johann Sebastian Bach, amb obres famoses com Jesús, alegria dels homes i Passió segons sant Mateu; Georg Friedrich Händel amb El Messies; Buxtehude, Couperin, César Franck, Charles-Marie Widor, etc.
Durant aquest temps hi hagué compositors que es dedicaren a compondre sobretot música d'orgue per a actes de culte religiós. Alguns compositors molt coneguts foren Olivier Messiaen, Louis Vierne i Maurice Duruflé.

### Himnes cristians
Els himnes són cants de lloança i d'exaltació a Déu. Llur ús en la pràctica cristiana es menciona des del Nou Testament, a Mateu 26:30 quan després d'haver sopat Jesucrist i els seus deixebles, es narra que junts cantaren un himne el nom del qual no es menciona.
Durant la Reforma Protestant l'apreciació dels himnes donà lloc a almenys dos tipus d'enfocaments musicals. Un era sobretot calvinista i radical, i considerava que la música cristiana hauria de contenir gairebé cites de la Bíblia, o del contrari, seria rebutjada i prohibida. En algunes esglésies, en comptes d'himnes, s'hi cantaven només salms bíblics amb melodies molt bàsiques que sovint no tenien acompanyament instrumental. Això fou conegut com a "salmòdia exclusiva". Avui dia, algunes esglésies presbiterianes, per exemple, a l'oest d'Escòcia, encara conserven aquesta tradició.
Un altre enfocament reformista més flexible permeté un esclat de composicions musicals i cants congregacionals. Un dels reformistes d'aquest tipus fou Martí Luter, qui no només participà en la reforma religiosa sinó també fou autor de molts himnes, incloent-hi Ein feste Burg unser Gott ist (Un castell fort és el nostre Déu), que es canta avui dia àdhuc per alguns catòlics, i Gelobet seist du, Jesu Cristo (Lloança a Tu, Jesucrist). Sovint Luter i els seus simpatitzants utilitzaven himnes o cors per ensenyar principis de la fe.

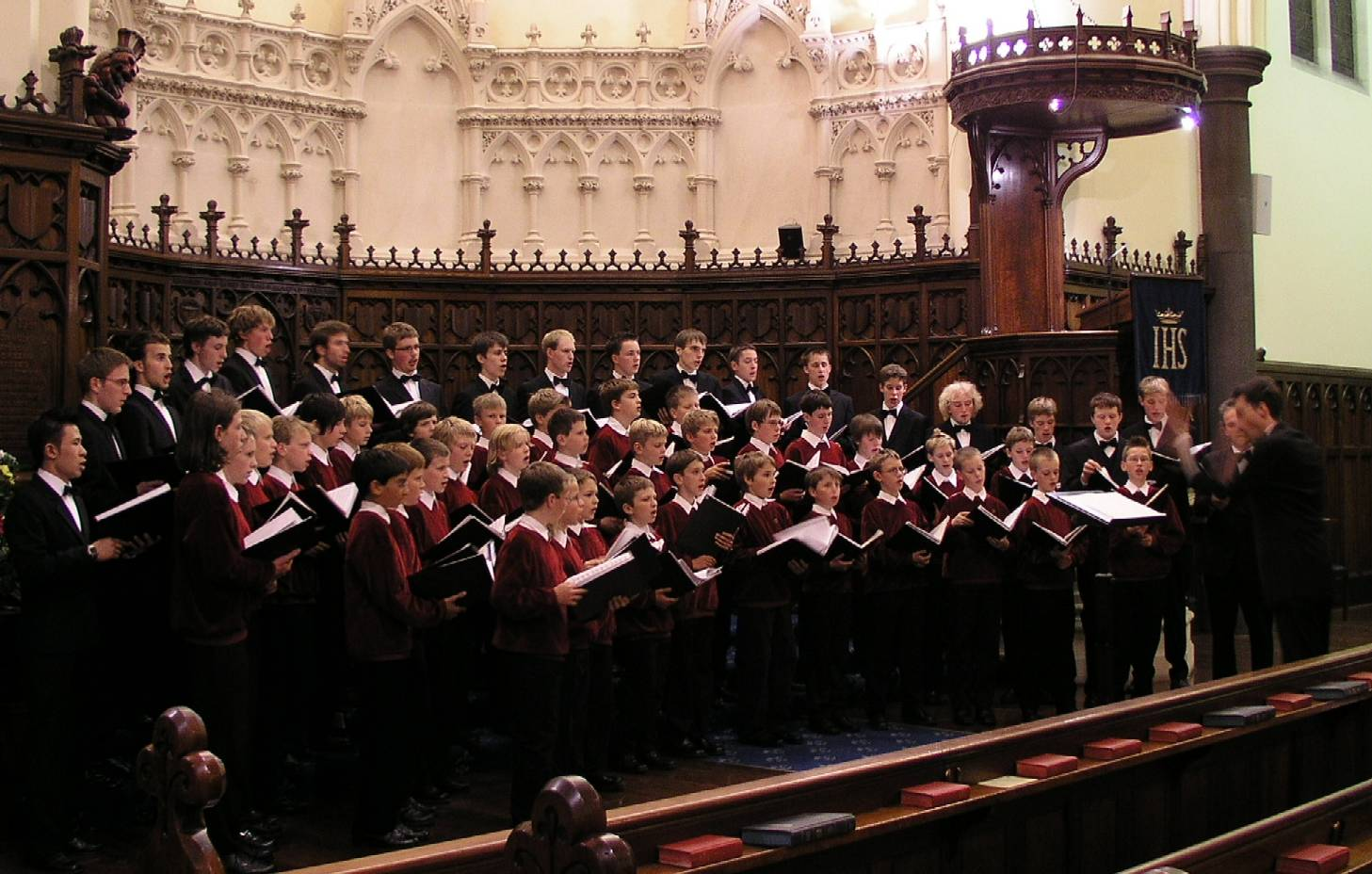
Cor de nens en una església anglicana australiana.

El primer testimoni protestant fou publicat a Bohèmia el 1532. D'altra banda, el Comte Zinzendorf, líder de l'Església Morava al segle xviii, escrigué uns 2.000 himnes. També els primers escriptors anglesos tendien a parafrasejar texts bíblics, sobretot els Salms, per exemple Isaac Watts, a qui se'l reconeix com un gran compositor d'himnes, i se l'acredita el primer himne anglès: Behold the glories of the Lamb (Heus aquí la glòria de l'Anyell). Els himnes i cants corals també eren comuns a l'església anglicana.
D'altres escriptors posteriors innovaren encara més llurs obres, incloent als seus texts l'al·legoria i la metàfora i procurant donar un missatge cristià d'edificació. Els himnes dels germans Charles i John Wesley destacaren no només dins del metodisme, sinó en moltes esglésies protestants, atès que desenvoluparen un enfocament en què s'expressaven els sentiments personals que reflectien una lírica que parlava d'una relació personal amb Déu, i el desig de la seva lloança.
Les contribucions dels germans Wesley, juntament amb el Segon Gran Despertar als Estats Units, contribuïren a formar els antecedents d'un nou estil que es coneixeria com a gospel. Així començà una nova etapa en la història de la música cristiana, en la qual hi hagué una explosió de composicions cristianes per lletristes i músics, dels quals destaquen Fanny Crosby, Lina Sandell, Philip Bliss, Ira D. Sankey, i altres compositors que participaren en avivaments, reunions campestres i croades envangelístiques. L'estil o forma melòdica de tals obres generalment es designa com "cançons de gospel", a diferència dels himnes. Les cançons de gospel inclouen una tornada (o cor) i sovint (tot i que no sempre) un tempo més ràpid que els himnes. Com a exemples de la diferència, Amazing Grace és un himne (sense tornada), mentre que How Great Thou Art és una cançó de gospel.
Durant el segle xix, les cançons de gospel s'estengueren ràpidament al protestantisme i al cristianisme no denominacional, mentre que eren coneguts en molta menor mesura en el catolicisme, i era gairebé desconegut a les esglésies ortodoxes orientals que es quedaren bàsicament amb la classe de cants antics.
Com a resultat de les innovacions musicals i del pas del temps, es foren combinant elements de la música cristiana d'èpoques passades amb nous estils que estaven formant els cristians afroamericans estatunidencs, qui componien des d'himnes fins als anomenats negres espirituals, i cançons de treball que reflectien la fe cristiana. Els cants es foren diverstificant fins a formar pròpiament el gènere gospel i obriren pas per ampliar encara més la varietat d'estils musicals subseqüents. Els negres espirituals eren cants acompanyats de gran contingut coral i de participació de la congregació cristiana, i es foren presents a esglésies metodistes, episcopals, baptistes, no denominacionals, entre d'altres.
La música cristiana fou transformant-se de mica en mica fins a consolidar-se en el que es coneix com l'anomenada música cristiana contemporània que s'ubica des de la segona meitat del segle xx. Aquesta música fou cultivant-se sobretot per part de diverses denominacions, destacant-ne les evangèliques.

## Música de culte o de lloança
La lloança cristiana és vista com una forma d'adoració a Déu, la qual generalment es desenvolupa a través d'himnes i cants en un temple o església, com a part del servei religiós o culte a Déu i com a acte de presència a l'acte d'adoració que dona la congregació cristiana. Aquesta es pot contemplar en les diferents denominacions de creients i utilitzar diferents tipus d'instruments musicals.
A Occident, la majoria de les confessions cristianes fan ús de diversos tipus d'instruments per acompanyar el seu servei religiós; tanmateix, algunes denominacions com l'Església de Crist, els primers baptistes, i l'Església Lliure d'Escòcia, històricament, no utilitzen instruments assenyalant llur suposada absència al Nou Testament. Durant el segle xx, diversos d'aquests grups revisaren llur postura i s'adonaren que en realitat sí que hi ha mencions d'instruments musicals.

### A l'Església ortodoxa
La música cristiana de l'Ortodoxisme és la música dedicada a la lloança de Déu i vivència de la fe, des de la perspectiva de l'Església Ortodoxa. Aquesta música deriva sobretot de la música sacra i escassament accepta noves melodies, ritmes o estils musicals a causa de la seva tradició més conservadora. Això representa una varietat temàtica musical més limitada quant a gèneres.

### A l'Església catòlica
La música cristiana al catolicisme és aquella dedicada a la lloança de Déu i vivència de la fe des de la perspectiva de l'Església Catòlica. Això inclou una varietat de gèneres i diversitat musical que no es limita a la divinitat de Jesús de Natzaret, sinó que inclou creences catòliques com els sagraments i el misteri de Déu a la litúrgia catòlica.
La música catòlica inclou, entre d'altres, la música sacra, música contemplativa i de meditació. Els estils de música contemporània no són molt compresos dins de l'Església Catòlica; tanmateix, hi ha alguns exponents que s'han obert més espai en l'àmbit.

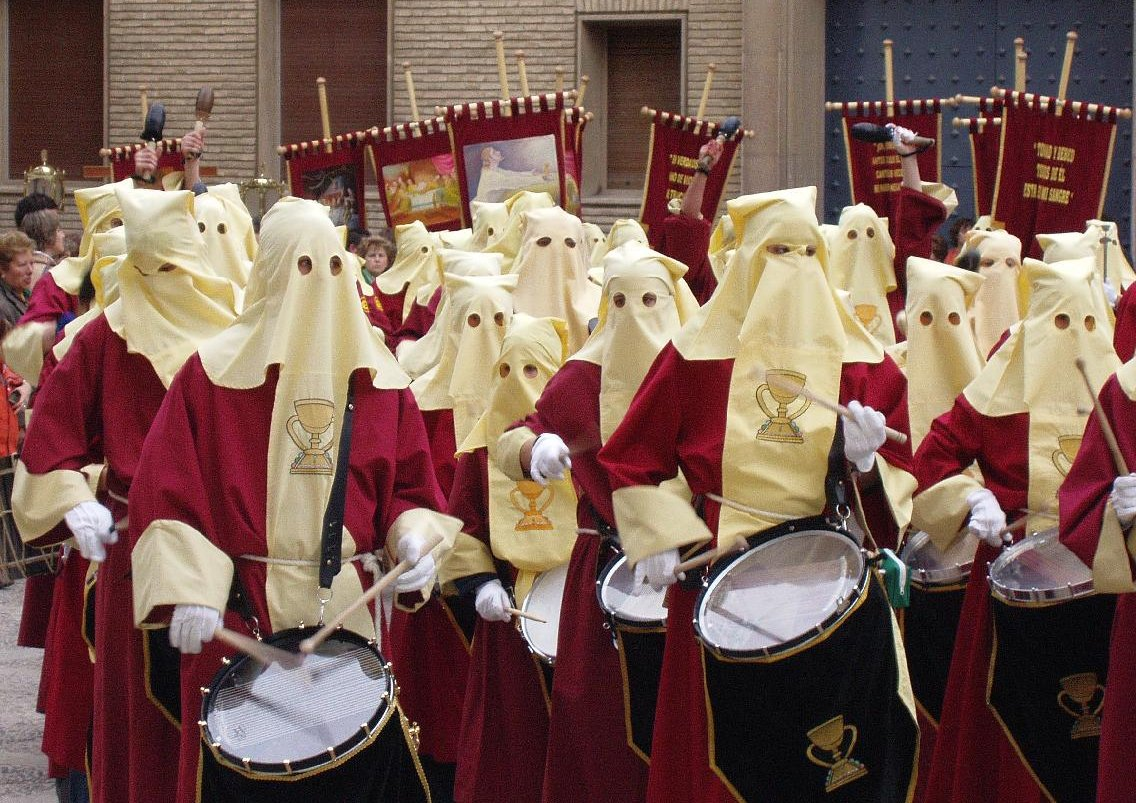
Processó catòlica a la Catedral d'Osca (Espanya), durant la Setmana Santa.

A la tradició catòlica, durant la Setmana Santa se celebren processons organitzades per confraries, on figuren una o diverses germandats. Cadascuna té llurs respectius passos, que són imatges religioses o escultures tallades sobre el Viacrucis, figures marianes o figures de sants catòlics. A les processons hi participen penitents, que solen portar caputxes còniques, acompanyats de bandes de músics i de timbalers que van marcant els passos i el ritme. Les bandes s'acompanyaven sobretot amb cornetes i plats, i tocaven marxes de caràcter militar.
A Mèxic, durant la Guerra Cristera, s'arribaren a compondre múltiples cants que rebutjaven el govern de Plutarco Elías Calles i exaltaven Jesucrist com l'eix central del Regne de Déu a la Terra. Davant l'amenaça d'un govern secular, la fe dels combatents que intervingueren en el conflicte social s'arribà a acompanyar de nombrosos himnes catòlics que perduren fins a l'actualitat, així com el gènere del corrido.
El rock cristià, que començà a països com el Canadà i s'anà estenent a països com França, es fou desenvolupant a la segona meitat del segle xx, fins a conformar-se com un gènere particular que pretenia reunir cercles juvenils a l'Església Catòlica. Amb el temps també sorgiren grups de músics catòlics que decidiren entrar en gèneres com el vallenato, la salsa o el merengue, atesa la creixent acceptació d'aquests gèneres a països llatins.

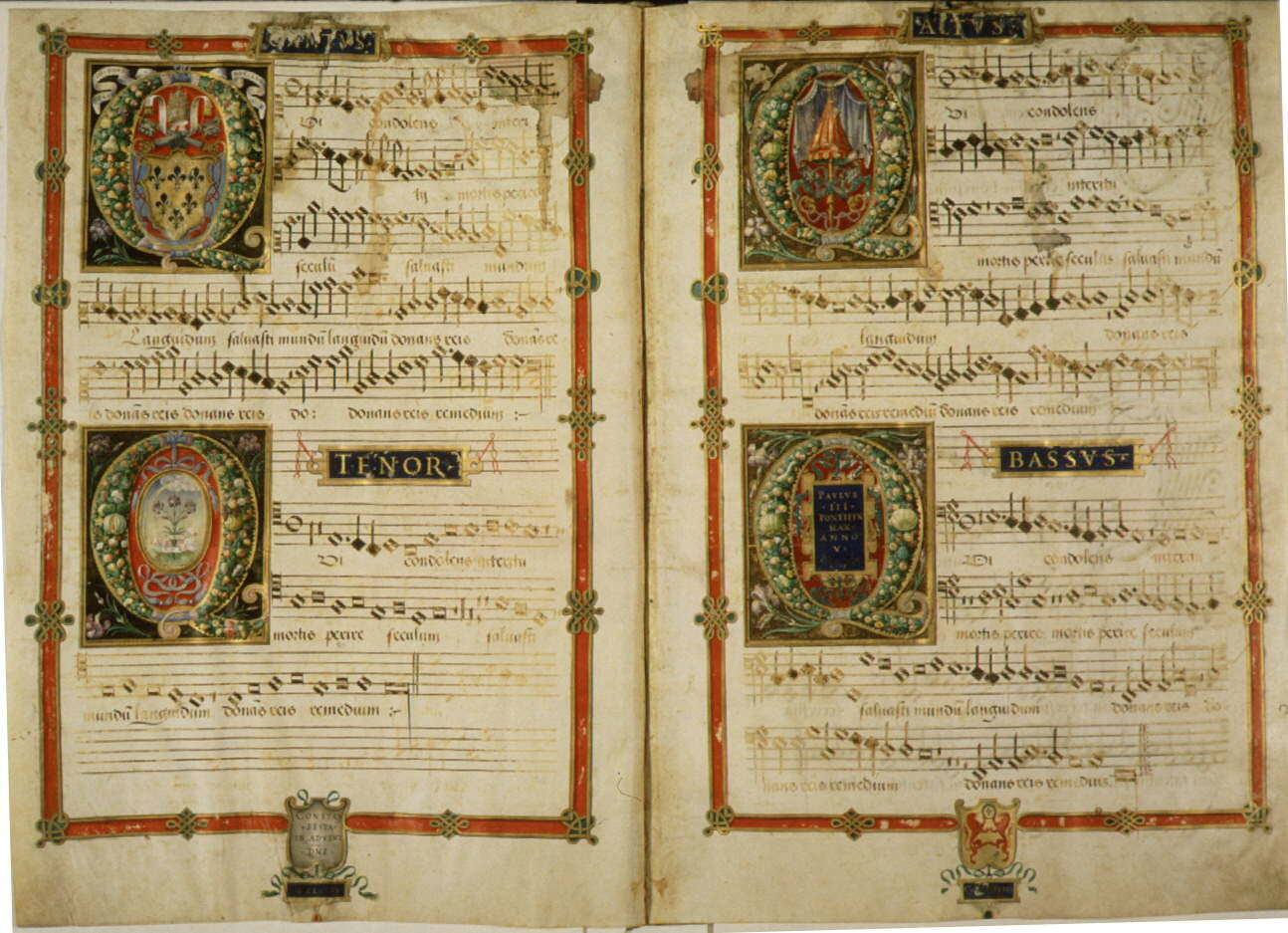
Partitures de Costanzo Festa, cantades al concert de Nadal del Vaticà.

Actualment a l'Església Catòlica han sorgit músics joves de caràcter religiós que han dedicat gran part de la seva vida al cant i a la música catòlica. A Espanya, el sacerdot Cesáreo Gabaráin arribà a destacar com a compositor de música litúrgica.
D'altra banda, el Vaticà acostuma a fer concerts en èpoques de Nadal, on s'han arribat a convidar artistes catòlics de música secular com Jennifer Paige, Dolores O'Riordan, Westlife, Simply Red, etc. Així mateix, l'Església realitza un esdeveniment annualment conegut com la Jornada Mundial de la Joventut (JMJ), que està dirigit als joves i és acompanyat d'espectacles i de festivals musicals que inicien després de les misses, i que inclouen la interpretació de bandes o músics catòlics destacats del moment. L'organització DMJ fou instituïda durant el papat de Joan Pau II, i fou continuada per Benet XVI. En aquests esdeveniments, els líders religiosos solen estar presents durant la realització del concert.

### A les esglésies evangèliques
La música cristiana evangèlica es fou formant de mica en mica als Estats Units al llarg del segle xx, com a resultat d'una gran diversificació musical que tenia com a antecedent directe els antics himnes congregacionals i els negres espirituals dels cristians afroamericans.
Al llarg de la segona meitat del segle xx sorgiren una gran varietat de músics que destacarien eventualment, uns a nivell nacional, d'altres a nivell internacional. A la dècada dels 50 i dels 60, per exemple, era comú la música gospel a esglésies baptistes, la qual cosa arribà a reflectir-se en l'aparició d'exponents importants com Albertina Walker i Mahalia Jackson, més coneguda com la Reina del Gospel. Als anys noranta destacaren músics com Steven Curtis Chapman en l'estil contemporani, mentre que Don Moen i Ron Kenoly destacaren en l'àmbit de la música gospel d'adoració.

## Música cristiana contemporània

### Història
A finals dels anys seixanta i durant la dècada dels setanta als Estats Units cou conformant-se l'anomenada Jesus music o "música de Jesús", la qual estava relacionada amb el moviment cristià contracultural conegut com a Jesus movement. Sovint es considera que en aquells anys s'ubiquen els inicis de la música cristiana contemporània com a categoria musical. En aquesta època tot de músics hippies i músics de carrer s'havien convertit al cristianisme i molts continuaren tocant el mateix estil de música després de llur conversió, però afegint-hi lletres de temàtica i de fe cristiana. No obstant això, alguns d'aquests músics reprengueren elements de la música cristiana d'èpoques passades, o innovaren amb els elements del moment. De mica en mica fou popularitzant-se la música cristiana amb melodies diferents dins i fora dels Estats Units, tant a països europeus i llatinoamericans, com en sectors evangèlics i en altres confessions de fe cristiana no-catòlica, no denominacional o protestant.
D'acord amb Ericson Enroth, el pastor Chuck Smith de Calvary Chapel, fundà les primeres firmes de música pop-rock cristiana, en una de les quals s'originà l'etiqueta Maranatha! Music el 1971. Amb el temps foren formant-se diverses bandes juvenils i músics semblants arreu del país, per exemple, Larry Norman, qui és considerat un dels pioners en el rock cristià. Entre altres dels líders musicals destacats es troben Barry McGuire, Second Chapter of Acts, Resurrection Band, Phil Keaggy, Dion DiMucci, Randy Stonehill, Randy Matthews, The Imperials, Andraé Crouch, Nancy Honeytree, Keith Green, etc. D'altres agrupacions com Larry Hart o The Archers abordaren la música cristiana incorporant-hi alguns elements de la música disc de llurs melodies. D'altres intèrprets com Wayne Watson, White Heart, Rich Mullins i Michael W. Smith incorporaren elements de la música dels vuitanta a la seva música amb aspectes musicalment innovadors.
A Mèxic, durant el segle xx, s'arribaren a conformar diversos conjunts que integraven lletres de fe cristiana amb la música folklòrica de l'època, amb la qual cosa fou sorgint la variant musical del mariatxi cristià. Alguns dels intèrprets coneguts incloïen les germanes Martha i María Bonilla, i José Trejo. Com a resultat de llur creixent acceptació entre els creients, aquesta música fou estenent-se a altres països llatinoamericans com Costa Rica, Veneçuela i Colòmbia sobretot.
Dècada del 2010
El 2004, més de 250 músics cristians s'uniren junts per cantar la cançó One Voice, One Heart (Una veu, un cor). La unióe s realitzà amb motiu de recaptar fons que fossin destinats als afectats pel tsunami a Indonèsia que tingué lloc aquell any. La peça, escrita per Mark Beswick i Tim Hughes, fou enregistrada als Abbey Road Studios, i entre els participants hi havia Martin Smith, Matt Redman, Lou Fellingham, Noel Richards, Brenton Brown, Graham Kendrick, etc.
De manera semblant, davant el desastre del terratrèmol d'Haití el 2010, Michael W. Smith convocà músics cristians prominents per gravar la cançó Come Together Now (Vinguem junts ara), als Ocean Way Studios, a Nashville, Tennessee, i aconseguir així fons per als damnificats de l'illa. La peça fou escrita per Smith, David Mullen i Cindy Morgan; i comptà amb la participació de Steven Curtis Chapman, Mark Hall i Megan Garrett de Casting Crowns, Chris McClarney, Brandon Heath, Mandisa, Britt Nicole, Francesca Battistelli, Natalie Grant, Amy Grant, Matthew West, John Schlitt de Petra, Ashley Cleveland, Aaron Shust, Vince Gill, Phil Stacey, David Mullen, Selah, Everlife, Point of Grace, The katinas, etc.

### Consolidació i varietat d'estils
Actualment, la música cristiana contemporània s'entén no pròpiament com un estil musical separat de la resta d'estils, sinó més aviat com una categoria musical amb una lírica que representa un contingut de fe cristiana. Sovint l'autor o intèrpret d'aquesta música dona un sentit evangelístic a les seves lletres, amb l'objectiu d'expressar la seva relació espiritual, manifestar la seva fe i causar una reacció en les persones que l'escoltin.
Al llarg dels anys, la música cristiana ha transcendit notablement. A les últimes dècades s'ha notat un gran augment en la quantitat de música cristiana produïda a esglésies evangèliques i d'altres branques protestants o no denominacionals. Han sorgit molts cantautors que ara tenen fama internacional, tant al món anglosaxó com al llatinoamericà. Tal és la influència de la música cristiana que és una categoria tinguda en compte a diversos premis representatius de la música a nivell internacional, com els Premis Gramy i des del 2003 els Premis Arpa.
La música cristiana contemporània se sol considerar diversa quant als estils musicals que comprèn. Des de la segona meitat del segle xx hi ha hagut músics d'aquesta categoria que han entrat en diversos gèneres musicals que comprenen des de formes renovades de música messiànica, els gèneres contemporanis més clàssics com gospel, soul, balada, folk, country, blues, jazz, pop, rock alternatiu o rock cristià, fins al heavy metal, hardcore; ritmes llatins com el mariatxi, la salsa i la música ranxera, o ritmes més moderns com el hip-hop, reggae, música electrònica, i àdhuc altres estils musicals contemporanis com la música global.
A més a més, hi ha una subcategoria musical derivada de la música cristiana contemporània, que és coneguda com a "música d'adoració" o música contemporània d'adoració, que en essència és una forma moderna de música congregacional cristiana, amb composicions sovint anomenades "cançons de lloança" o "cançons d'adoració" que són interpretades per grups de lloança.

### Controvèrsia
Cal destacar que diversos dels estils musicals moderns reben fortes crítiques i un profund rebuig per part del fonamentalisme, d'altres sectors cristians, diversos ministres i creients que no accepten la incorporació ni la combinació de certs gèneres de temàtica cristiana, per considerar-los ritmes mundans, seculars, sensuals o àdhuc satànics. Estils de l'era contemporània com el heavy metal o el death metal, l'screamo, així com el rap, el hip-hop i el reggaeton, sovint són fortament desaprovats per sectors conservadors de la comunitat cristiana, que arriben a denunciar l'acceptació d'aquests estils com una forma de secularització que perverteix el caràcter de consagració i santedat de la música. El conegut ministeri I'll be honest, per exemple, desaprova la música amb sons estridents, distorsionats i violents, considerant que no té cabuda en el cristianisme.
Així mateix, el rebuig al rock o al pop modern, per exemple, es deu en part al fet que aquests gèneres han estat associats amb diverses pràctiques immorals des dels seus inicis, pràctiques que són fortament rebutjades en la moral cristiana, tals com la promiscuïtat sexual, el consum de drogues i d'alcohol, el consumisme, etc. El documental cristià They sold their souls for rock n' roll, per exemple, tracta aquests aspectes en un DVD que té una durada de deu hores.
D'aquesta manera, n'hi ha qui qüestionen els motius que en realitat poden arribar a tenir els músics, debatent si cert ritme o certs músics estan exercint veritablement un ministeri cristià musical per evangelitzar, o simplement estan realitzant una forma d'entrenament amb motius de màrketing per vendre discs.
El rebuig a la secularització de la música ha estat tema de discussió a múltiples denominacions. Les opinions són, doncs, molt variades, i de vegades solen ser tema de controvèrsia i de font d'opinions confrontades. Hi ha cercles cristians que prohibeixen estrictament escoltar diversos d'aquests ritmes als seus membres. D'altres es troben fortament amoïnats per l'apostasia, i així poden arribar a qüestionar l'afiliació denominacional dels cantants, o el missatge doctrinal, la fidelitat moral, o el caràcter espiritual rere el missatge de les cançons o l'artista en si.
Un altre tema de controvèrsia té a veure amb les relacions que alguns músics arriben a tenir amb altres institucions o líders religiosos. Amb la creixent difusió de l'ecumenisme han arribat a sorgir opinions confrontades car, mentre alguns músics ho aproven, hi ha cristians que ho rebutgen fortament. No obstant això, tot i així s'han organitzat festivals musicals en què alguns músics coneguts de l'àmbit protestant s'han presentat en esdeveniments de caràcter catòlic, o viceversa. El cantant catòlic Matt Maher, per exemple, s'ha fet molt conegut en l'àmbit de la música protestant, mentre que el grup Hillsong United i la cantant Darlene Zschech participaren en el concert Receive the Power a Sydney, Austràlia, el 18 de juliol de 2008, un esdeveniment que l'Església Catòlica organitza cada any, anomenat Jornada Mundial de la Joventut (JMJ). D'altres casos inclouen el cantant Michael W. Smith, que l'octubre del 1995 tocà en l'esdeveniment pontifici de l'arribada de Joan Pau II a la ciutat de Baltimore; o la banda Third Day i el raper tobyMac, qui l'abril del 2009 es presentaren en un acte catòlic davant de Benet XVI a la ciutat de Nova York.
Un altre tema de debat que sovint sorgeix té a veure amb els artistes que en un començament realitzaren música cristiana i posteriorment entraren en l'ambient de la música secular, o viceversa; i amb diverses produccions d'aquests músics, que no tracten temes de fe cristiana en absolut. Exemples d'artistes que havent fet música cristiana també produïren música secular, inclouen Amy Grant, Skillet, Brooke Fraser, Chris Rice, Underoath, Daughtry, Relient K, Stryper, The Afters, etc.